# Резолюция 179 на Съвета за сигурност на ООН
Създаване на Резолюция 179 на Съвета за сигурност на ООН е приета на 11 юни 1963 г. по повод гражданската война в Северен Йемен и представените пред Съвета доклади на генералния секретар на ООН, отнасящи се до инициативата му за мирно регулиране на проблема чрез посредничеството на ООН.
На 29 април 1963 г. генералният секретар на ООН представя доклад до Съвета за сигурност, с който генералният секретар съобщава, че в резултат на регулярно провежданите консултации с правителствата на заинтересованите страни в конфликта – Република Йемен, Саудитска Арабия и Обединената арабска република, се е стигнало до положение, в което страните са приели някои общи условия, за да оттеглят войските си от територията на Йемен. Тези условия включват ангажимент на правителството на Саудитска Арабия да прекрати подкрепата си за роялистките съпротивителни сили в Йемен и да не разрешава на техните лидери да използват територията ѝ за продължаване на борбата в Йемен. Успоредно с това правителството на Обединената арабска република се ангажира да изтегли поетапно и в най-кратки срокове войските си от територията на Йемен, като междувременно прекрати всички операции срещу роялистките сили на територията на Саудитска Арабия. Генералният секретар уведомява, че страните са приели предложението за установяване демилитаризирана зона по с ширина 20 километра от всяка страна на саудитско-йеменската граница, в която демилитаризирана зона да не бъдат допускани военен персонал и военно оборудване на враждуващите страни. Освен това в демилитаризираната зона трябва да бъде настанена група безпристрастни военни наблюдатели на ООН, които да съблюдават спазването на постигнатото споразумение със страните в конфликта. В доклада си от 7 юни 1963 г. генералният секретар уведомява Съвета, че Саудитска Арабия е изразила устно съгласие да поеме пропорционален дял от средствата, необходими за изпълнение на мисията на ООН в демилитаризирана зона, а Обединената арабска република се е ангажирала да изплати за тази цел около 200 хил. щатски долара за период от два месеца.
След като разглежда и обсъжда докладите на генералния секретар, Съветът за сигурност приема Резолюция 179, с която изразява задоволството си от инициативата на генералния секретар, от приетите от страните идентични условия за неангажиране в йеменския конфликт, както и от съгласието на Саудитска Арабия и ОАР да поемат издръжката на мисията от наблюдатели на ООН в региона за период от два месеца. Във връзка с това Съветът упълномощава генералния секретар да организира разполагането на мисията от наблюдатели на ООН в демилитаризираната зона. Освен това резолюцията изисква от заинтересованите страни да спазват стриктно приетите от тях общи условия за оттегляне на войските им от територията на Йемен и да се въздържат от всякакви действия, които биха довели до напрежение в региона.
Резолция 179 е приета с мнозинство от 10 гласа „за“ при 1 „въздържал се" от страна на Съветския съюз.